# Colias felderi
Colias felderi is een vlindersoort uit de familie van de Pieridae (witjes), onderfamilie Coliadinae.
Colias felderi werd in 1891 beschreven door Grum Grshimaïlo.